# Гидравлическая тележка

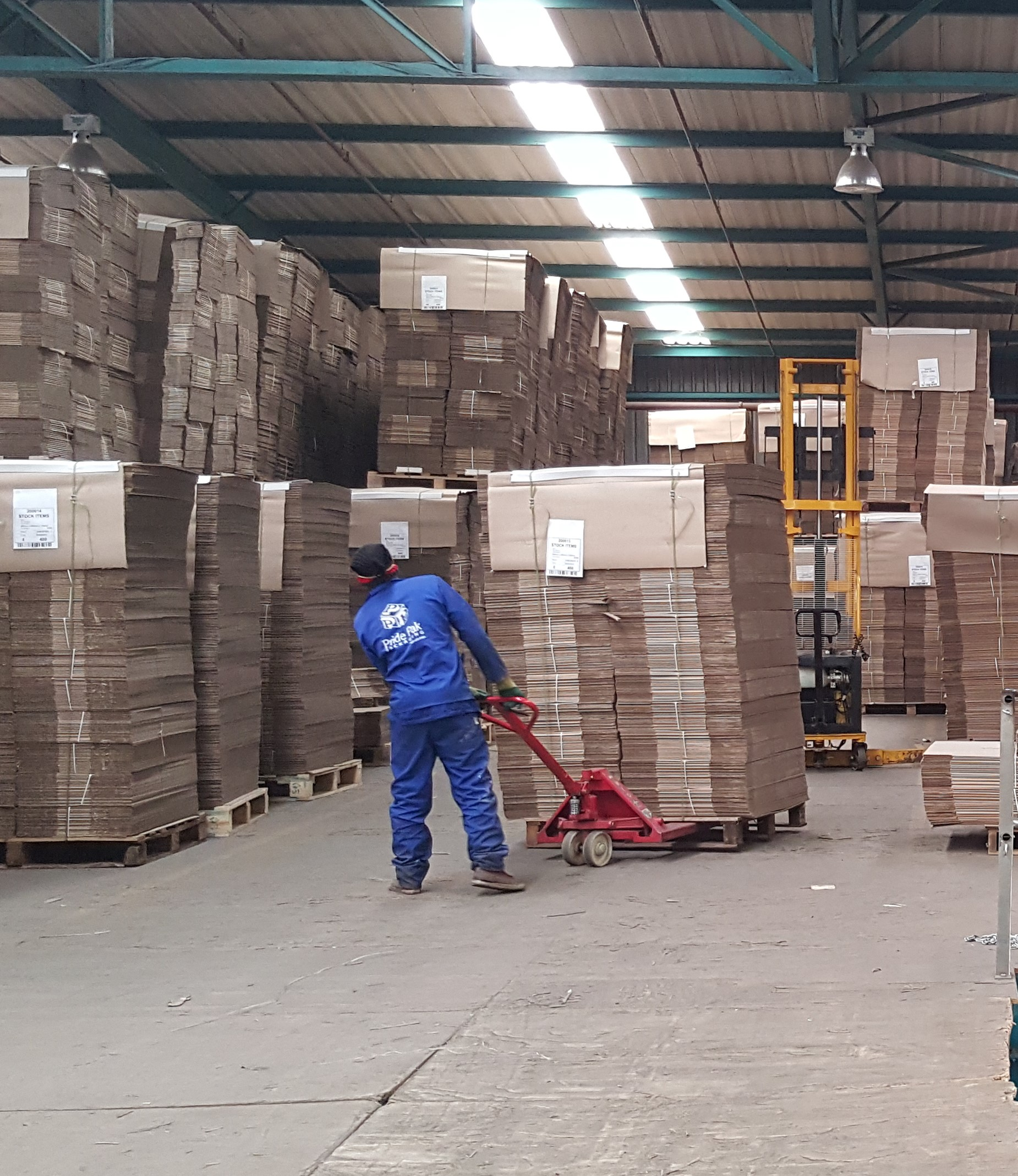
Перемещение поддона на ручной гидравлической тележке

Гидравлическая тележка или тележка для поддонов (в просторечии «рохля» или «рокла», название происходит от наименования фирмы «Rocla», тележки которой одними из первых появились в СССР) — механическое оборудование для перемещения грузов вручную на поддонах (паллетах). От обычных тележек отличается наличием гидравлического домкрата, который с помощью тяг и рычагов поднимает и опускает вилы тележки.
Гидравлические тележки используются на складах, в магазинах, производственных цехах и т. д. В больших складских комплексах их также широко применяют наравне с погрузчиками и штабелёрами.
Гидравлические тележки бывают ручными и самоходными.

## Тележки в России
Первыми в России появились тележки финской фирмы «Rocla» (от названия которых и пошли разговорные названия). Они отличались долговечностью, хорошими техническими характеристиками и высокой ценой. До 1990-х годов с ними конкурировали более распространённые и дешёвые болгарские тележки моделей КТ-20Н и КТ-25Н марки «Складова техника» (г. Горна-Оряховица), V-2000 и V-3000 марки «Vagrianka» (г. Павликени), марками «Jantra», «Simetro» (г. Велико-Тырново) и «Гарант» (г. Бяла-Слатина).
В 1990-е годы на российском рынке появились шведские «ВТ», американские «Hyster» и «Boss forklifts», немецкие Jungheinrich, датские «BV», французские «MIC», итальянские «Pramac Lifter» и . В конце 1990-х годов на рынке массово стали появляться азиатские производители, выпускающие технику под контролем европейских концернов, таких как «Rocla», Jungheinrich и «Pfaff Silberblau».

## Разновидности
- Ручная гидравлическая тележка (механическая)
- Самоходная тележка (транспортировщик поддонов)